# Psicología de la paz
La Psicología de la Paz es una sub-área de la Psicología y de la Investigación sobre la Paz que se refiere a los aspectos psicológicos de la paz, el conflicto, la violencia y la guerra. La Psicología de la Paz puede ser caracterizada por cuatro pilares interconectados: (1) investigación, (2) educación, (3) práctica, y (4) promoción. El primer pilar, la investigación, se documenta más extensamente en esta entrada Wiki.
Las actividades de la psicología de la paz están basadas en modelos psicológicos (teorías) y métodos; generalmente están ligados normativamente en sus medios y objetivos y trabajan hacia el ideal de la paz sostenible, utilizando (en cuanto sea posible) medios no violentos. La violencia y la paz se definen generalmente en términos de la conceptualización amplia de paz de Johan Galtung, según la cual la paz no es solamente la ausencia de violencia (personal) y de guerra (= paz negativa), sino también la ausencia de violencia estructural (indirecta) y de violencia cultural (= paz positiva). El ideal de paz también se puede conceptualizar como la implementación comprensiva de los derechos humanos (civiles, políticos, económicos, sociales y culturales); esto debe, entre otros propósitos, asegurar la satisfacción de las necesidades humanas básicas, tales como la identidad personal positiva y la identidad social, el sentido de control, seguridad, justicia (social), bienestar, un ambiente seguro y acceso a adecuada alimentación y abrigo.
Las organizaciones que se enfocan en la psicología de la paz incluyen, por ejemplo, en los Estados Unidos, la Society for the Study of Peace, Conflict, and Violence (Peace Psychology Division [Division 48] de la American Psychological Association, APA) y Psychologists for Social Responsibility, una organización no gubernamental con base en Washington D. C. Alemania tiene el Forum Friedenspsychologie, y la Australian Psychological Society tiene un Grupo de Interés denominado Psychologists for Peace. A nivel internacional, está el Committee for the Psychological Study of Peace, y la International Network of Psychologists for Social Responsibility, que posee vínculos con organizaciones (entre otros países) de Alemania, Finlandia, los Estados Unidos, Australia, Costa Rica, India, e Italia.

## Investigación en psicología de la paz
La investigación en psicología de la paz puede orientarse analíticamente (investigación sobre la paz) o normativa (investigación para la paz). Sin considerar la orientación analítica o normativa, la investigación sobre psicología de la paz trata principalmente con los aspectos psicológicos de la formación, escalamiento, reducción y resolución de los conflictos (incluida la guerra), las condiciones psicológicas que llevan o que obstaculizan el logro de una paz sostenible, y los efectos psicológicos de la guerra y la violencia. En cada uno de los casos son relevantes diferentes niveles de análisis y explicación: del nivel de los individuos al de los grupos, las organizaciones sociales y las instituciones, los estados y los sistemas estatales (v.g. la Unión Europea), las alianzas militares (v.g. la OTAN), y los sistemas colectivos de seguridad (v.g. las Naciones Unidas y la Organización para la Seguridad y la Cooperación en Europa [OSCE]).

### Formación y escalamiento del conflicto
La psicología de la paz se centra en los aspectos psicológicos de la formación, el escalamiento, la reducción y la resolución de conflictos. Existe un conflicto cuando las expectativas, los intereses, las necesidades o las acciones de al menos dos partes en conflicto se perciben como incompatibles, al menos por una de las partes. La psicología de la paz trata principalmente con los conflictos entre grupos sociales (conflictos intergrupales, tales como los que se presentan entre grupos étnicos, clanes, grupos religiosos, etc.), en términos de dominios como el poder, la riqueza, el acceso a materias primas y a mercados, los valores culturales o religiosos, el honor, la dignidad, o el reconocimiento. En los conflictos uno tiene que distinguir entre posiciones (abiertas) como por ejemplo “no negociamos con X”, y los intereses subyacentes (v.g. poder, esferas de influencia y riqueza) y también con disparadores presentes (v.g. violencia durante una protesta política) y las causas sistemáticas, duraderas y estructurales (v.g. deprivación de la participación política de un grupo o acceso a empleo profesional). Aunque los conflictos son inevitables y pueden conducir a cambios positivos cuando se llevan a cabo en forma constructiva, el escalamiento de los conflictos y en particular la ocurrencia de la violencia se pueden prevenir. Los procesos psicológicos de procesamiento de la información (atención, percepción, memoria, pensamiento, juicio), la emoción y la motivación, influyen sustancialmente en la forma como se maneja un conflicto y en particular en si el conflicto lleva a episodios violentos. Un factor importante son los puntos de vista diferentes de las partes en conflicto, como cuando una conducta que se basa en intenciones positivas se percibe por parte del oponente como agresiva y por lo tanto contribuye al escalamiento del conflicto. Los conflictos pueden escalar fácilmente. Puede surgir un ciclo de violencia en el cual ambas partes estén involucradas, y las víctimas originales se puedan volver perpetuadores sin darse cuenta de ello (el “mito de la víctima”).
Los conflictos pueden intensificarse especialmente a través de la construcción de las imágenes del enemigo, las guerras psicológicas y la propaganda promulgada por los medios masivos de comunicación, la élite política, los sistemas educativos, la socialización, los símbolos culturales y otros medios. Las imágenes del enemigo pueden tener un grano de verdad, pero enfatizando los aspectos negativos del oponente. Los elementos fundamentales de una fuerte imagen del enemigo incluyen: (1) una evaluación negativa del oponente (v.g. que es agresivo, inmoral y también inferior), (2) una atribución sesgada de culpa en relación con los eventos negativos, y (3) una evaluación diferente de acciones similares de nuestro propio lado que del lado del enemigo (“doble estándar”; por ejemplo, aumentar el armamento de nuestro lado es autodefensa, que lo haga el enemigo es agresión). Estas construcciones pueden causar la deshumanización del oponente, de modo que no se apliquen los estándares morales. En casos extremos puede parecer aceptable e incluso deseable, que el oponente sufra y que se le mate. La construcción de la imagen del enemigo posee la función central de justificar el armamentismo, la violencia y la guerra. Además aumenta la auto-imagen individual y colectiva.
La guerra psicológica incluye métodos para generar o fortalecer el respaldo a la guerra entre la población civil y los militares. Estos métodos incluyen desinformación a través de los medios masivos de comunicación (propaganda de guerra), y también sabotaje, desplazamiento, asesinatos y terrorismo. La propaganda de guerra consiste en dos estrategias complementarias: (1) la repetición, el énfasis y el hecho de destacar con información detallada las funciones para intensificar las percepciones de la imagen del enemigo y la percepción de riesgo, y (2) ignorar y devaluar la información que pueda llevar a de-escalar el conflicto. Además puede provocarse la conducta negativa del adversario (v.g. por medio de maniobras en las fronteras estatales) o se pueden modificar o inventar completamente actos horrorosos del enemigo (v.g. el testimonio Nayirah).

### Reducción y resolución del conflicto (estrategias de psicología de la paz)
Se discuten a continuación diferentes estrategias de psicología de la paz para la resolución no violenta de conflictos (de-escalamiento del conflicto, solución del conflicto, transformación del conflicto). Se pueden distinguir entre estrategias al nivel oficial (v.g. medidas de reducción de la tensión y construcción de confianza como las “Iniciativas Graduales y Recíprocas de Reducción de la Tensión” [GRIT por sus siglas en inglés] de Charles E. Osgood, las negociaciones, la mediación), los enfoques de la diplomacia no oficial (talleres interactivos de solución de problemas) y las estrategias al nivel de la sociedad civil (p.e. periodismo de paz, contactos entre grupos sociales).

#### Nivel oficial
El modelo GRIT de Osgood fue diseñado como un contra-concepto a la carrera armamentista en el conflicto Oriente-Occidente, en el cual los anteriores superpoderes, Estados Unidos y la Unión Soviética aumentaban constantemente la cantidad y la calidad de sus armamentos, en forma tal que la destrucción de la humanidad por una guerra nuclear era cada vez más posible. El modelo GRIT, por el contrario, buscaba de-escalar y crear una atmósfera de confianza mutua. Consiste en que una de las partes públicamente anuncia y realiza un paso verificable y concreto para reducir la tensión y le pide o invita a la otra parte a hacer algo similar (desarrollando así una espiral de confianza). Se tiene cuidado de que cada paso no ponga en peligro la seguridad de nuestro lado. El GRIT se diseñó para revertir la tensión que existía en la carrera armamentista nuclear haciendo que cada una de las partes presentara iniciativas graduales y recíprocas. Aunque no se cuenta con evidencia firme, se ha sugerido que el presidente Kennedy de los Estados Unidos y el líder soviético Khrushchev basaron en este concepto sus negociaciones después de la crisis de los misiles cubanos.
Cuando las partes en conflicto están comprometidas en conflictos graves, de larga duración, puede ser difícil tener negociaciones bilaterales constructivas. En este caso, un tercer actor (p.e. un científico social o un político prestigioso) puede servir como mediador con el fin de facilitar el manejo del conflicto. Los mediadores deben conocer el conflicto y su historia, deben poseer la confianza de ambas partes en conflicto, y necesitan estar familiarizados con el análisis del conflicto y con las estrategias de comunicación. Son estrategias importantes el establecimiento de confianza, trabajar los elementos esenciales del conflicto, y de ser posible dividir el problema en forma tal que se puedan lograr al menos soluciones parciales y que se pueda prevenir o detener la violencia. Surgen problemas cuando los mediadores están sesgados y poseen fuertes intereses individuales. El éxito de la mediación es más probable si el conflicto posee intensidad moderada, si la diferencia de poder entre las partes es baja, y si  los mediadores poseen gran prestigio (como personas o por su afiliación organizacional).

#### Nivel no oficial
En conflictos graves y duraderos, puede ser aconsejable intervenir a un nivel por debajo de la diplomacia oficial. La solución interactiva de problemas es un enfoque informal para reunir a los miembros de las partes en conflicto. Puede incluir a ciudadanos que son muy respetados, de diferentes áreas de la sociedad, tales como los medios masivos de comunicación, los negocios, la política, la educación o la religión. Un equipo de científicos sociales (v.g. psicólogos) inician y promueven un proceso de solución de problemas con elementos tales como el diagnóstico, la generación de alternativas y el desarrollo de soluciones no violentas que lleven a resultados que sean satisfactorios para todas las partes involucradas. Existe la expectativa o la esperanza de que los participantes influyan en sus gobiernos y en la opinión pública en forma tal que se pueda seguir con negociaciones oficiales. Son componentes psicológicamente importantes en el proceso que tanto la imagen propia como la imagen del enemigo se corrijan. La solución interactiva de problemas se utilizó en particular en el conflicto Israel-Palestina por parte del psicólogo estadounidense Herbert Kelman y su equipo.

#### Nivel de la sociedad civil
Los medios masivos de comunicación con frecuencia colaboran en la formación de las imágenes del enemigo y en el escalamiento del conflicto. El periodismo para la paz, por el contrario, tiene como objetivo investigar y utilizar la influencia de los medios masivos de comunicación para alentar la resolución constructiva y no violenta del conflicto. Como estrategias clave se incluyen presentar apropiadamente las partes en conflicto lo mismo que el conflicto y su historia, identificar la propaganda y articular el sufrimiento de la gente.
La acción colectiva y las demostraciones pacíficas de la población con miras a lograr finalidades pacíficas y socialmente justas pueden tener influencia en las personas que ostentan el poder – especialmente en las democracias. El compromiso de los ciudadanos depende, entre otros factores, en la existencia de oportunidades en la sociedad, las orientaciones de valor de los individuos (p.e. valorar la no violencia, la justicia social), la presencia de modelos de rol, y la probabilidad percibida del éxito que se puede lograr con nuestras acciones.
Los contactos entre grupos opuestos (v.g. a nivel de municipalidades, asociaciones, universidades, sindicatos) pueden contribuir a construir relaciones positivas y a la reducción del conflicto (ver hipótesis del contacto). Las condiciones asociadas con el mejoramiento de las relaciones intergrupales cuando los grupos entran en contacto unos con otros incluyen: que los actores involucrados posean estatus sociales similares; que haya metas en común que puedan realizarse por medio de la cooperación; y que los contactos estén respaldados por las autoridades en la sociedad.
En conflictos asimétricos, cuando una de las partes es políticamente, económicamente o militarmente claramente superior, la parte más fuerte puede no estar interesada en una resolución del conflicto que sea realmente sostenible. En condiciones asimétricas, cuando las raíces del conflicto no se pueden dirimir suficientemente, persiste la violencia estructural. Para tales situaciones se han desarrollado enfoques tales como la resistencia no violenta y la psicología de la liberación, que se originó en América Latina y se relaciona con la teología de la liberación.
La resistencia no violenta se refiere al comportamiento público, no violento que se dirige contra la injusticia; incluye explicar públicamente nuestras intenciones, comprometernos a comunicarnos con la otra parte, y a voluntad de aceptar las consecuencias negativas de nuestras acciones. Los métodos de resistencia no violenta van desde las protestas (p.e. manifestaciones), a la no cooperación (p.e. huelgas, boicots) hasta la resistencia civil (p.e. bloqueos del tráfico). Particularmente bien conocidas son las acciones, discursos y escritos de Mahatma Gandhi y de Martin Luther King.

### Efectos de la guerra y la violencia
La psicología de la paz también examina la guerra y la violencia entre grupos con el objetivo de dar luces sobre los costos psicológicos y sociales de la guerra y la violencia y de documentar el sufrimiento humano causado. Las consecuencias psicológicas incluyen en particular la producción de traumas (principalmente en la población civil pero también en miembros de la milicia), el daño cognitivo y emocional, y la destrucción de relaciones sociales confiables. Las guerras con frecuencia no resuelven los problemas subyacentes; con frecuencia provocan nueva violencia y guerras. Por ejemplo, se ha observado en las sociedades de posguerra un aumento en el nivel de violencia familiar y comunitaria. Además se pierden los recursos necesarios para tratar con asuntos civiles (p.e. la educación, la salud, el bienestar social). Todavía existe poca investigación comprensiva y objetiva acerca de las consecuencias y costos de la guerra.

### Condiciones psicológicas para una paz sostenible
Incluso cuando se ha detenido la violencia o se ha alcanzado un Tratado de Paz se requiere la reconstrucción física y económica, lo mismo que intervenciones sociopolíticas y psicosociales con el fin de prevenir el riesgo de un renovado escalamiento. Estas intervenciones buscan curar las heridas psicológicas de la guerra, construir confianza, desarrollar una memoria colectiva en común, reconocer los errores del pasado y lograr la reconciliación o el perdón. Como ejemplos podemos mencionar la terapia para los traumas y las Comisiones de Verdad y Reconciliación.
También, independientemente de cualquier conflicto y violencia específicamente considerados, la investigación en psicología de la paz considera las condiciones psicosociales que obstaculizan o que promueven la paz sostenible. El objetivo básico es transformar las culturas de la violencia en culturas de paz.
Las siguientes características culturales son obstáculos para el desarrollo de una paz sostenible: el punto de vista de que nuestro propio grupo (etnicidad, religión, nación, etc.) es superior y más valioso, y que otros son inferiores y de poco valor (o en casos extremos: de ningún valor); el desarrollo de las imágenes del enemigo, la deshumanización de los otros, la legitimación de la violencia y del daño, creencias subyacentes (ideología) tales como el etnocentrismo, la orientación de dominio social, el autoritarismo, el nacionalismo, el militarismo, y un sistema educativo que promueva estas ideologías; las diferencias de poder que se defienden o se incrementan por parte de los poderosos y que crean condiciones desiguales en áreas tales como la riqueza, la salud, la educación y la participación política (violencia estructural).
Entre los factores que conducen al desarrollo de una paz sostenible se encuentran: la creencia fundamental de que los conflictos son frecuentes pero que pueden resolverse sin violencia y en beneficio de ambas partes en conflicto; el concepto de humanismo con énfasis en la dignidad humana, el pacifismo, la empatía, el respeto, la tolerancia y la solidaridad, y el respeto por todas las personas o por la humanidad como un todo: la proximidad crítica en relación con nuestro propio grupo que – además de la identificación positiva – integre también nuestras propias debilidades, equivocaciones y los errores cometidos en relación con el autoconcepto colectivo.
En la transformación de las culturas de la violencia en culturas de paz el énfasis en los derechos humanos tiene gran importancia. Los derechos humanos son derechos inalienables que se aplican a todos los seres humanos, sin distinción de sexo, color, etnicidad, lenguaje, religión, opinión política u origen social (la prohibición de la discriminación). La Carta de Derechos Humanos de las Naciones Unidas contiene los documentos esenciales de la Declaración Universal de los Derechos Humanos (UDHR, 1948) y de los Pactos Gemelos (1966, el Pacto Internacional sobre Derechos Económicos, Sociales y Culturales, y el Pacto Internacional sobre Derechos Civiles y Políticos). La Declaración Universal de los Derechos Humanos consta de 30 artículos con más de 100 derechos individuales, incluyendo derechos civiles y políticos (p.e. el derecho a la vida, la prohibición de la tortura, el derecho al juicio justo y público, el derecho de asilo, la libertad de expresión, las elecciones) y también derechos sociales, económicos y culturales (incluyendo el derecho al trabajo, al descanso, las vacaciones pagadas, la protección del desempleado, el derecho a la alimentación, el vestuario, la vivienda, el cuidado médico y la educación primaria gratuita. Tiene especial importancia en el concepto de derechos humanos de las Naciones Unidas que todos los derechos humanos son significativos (su indivisibilidad) y que se aplican a todas las personas (su universalidad). La investigación psicológica sobre los derechos humanos ha examinado principalmente los conocimientos, actitudes y disposiciones a actuar en apoyo a  los derechos humanos. Encuestas representativas llevadas a cabo en Alemania muestran que la realización de los derechos humanos se considera muy importante, pero al mismo tiempo que el conocimiento que se posee acerca de los derechos humanos es bajo e inexacto. Los resultados muestran una “división en mitades” de los derechos humanos: se conocen algunos derechos civiles, mientras que los derechos económicos y sociales rara vez se consideran derechos humanos. Tiene también importancia para la psicología de la paz el análisis de si los derechos humanos se utilizan en el sentido de la paz o si se abusa de ellos para la construcción de la imagen del enemigo o para preparar guerras.

## Psicología de la paz en la educación
Los hallazgos de la psicología de la paz se usan en el contenido y en la práctica de la educación para la paz en varios niveles, de la escuela primaria a la secundaria y a la educación terciaria (p.e. en forma de cursos sobre psicología de la paz en las universidades) y la formación vocacional.
El Consorcio para Información sobre Conflictos, de la Universidad de Colorado, ofrece la plataforma cooperativa de aprendizaje denominada Beyond Intractability Project de fácil acceso.

## Psicología de la paz en la práctica
La práctica de la psicología de la paz se refiere, por ejemplo, al trabajo terapéutico para casos de trauma, la implementación de entrenamiento en resolución no violenta de conflictos, y las actividades en roles tales como mediador de conflictos o trabajador civil por la paz. De importancia particular es la cooperación entre la investigación y la práctica, como en la investigación evaluativa, para contribuir a la mejora continua de la práctica.

## Promoción psicológica de la paz
Los psicólogos de la paz que se orientan hacia la promoción, son en algunas ocasiones parte de movimientos de paz, tratan de influir en los políticos y la sociedad general en relación con la orientación normativa de la psicología de la paz hacia el logro del ideal de la paz. Esto puede tomar varias formas (v.g. manifestaciones), hacer declaraciones políticas o brindar evidencia experta para el desarrollo de políticas.

## Literatura

### Revisión general
- Bar-Tal, D. (2013). Intractable conflicts: Socio-psychological foundations and dynamics. Cambridge: Cambridge University Press.
- Bar-Tal, D. (Ed.) (2011). Intergroup conflicts and their resolution: A social psychological perspective. New York: Psychology Press.
- Blumberg, H. H., Hare, A. P., & Costin, A. (2006). Peace psychology: A comprehensive introduction. Cambridge: Cambridge University Press.
- Bretherton, D., & Balvin, N. (Eds.) (2012). Peace psychology in Australia. New York: Springer.
- Christie, D. J. (Ed.) (2012). The encyclopedia of peace psychology. Malden, MA: Wiley-Blackwell.
- Christie, D. J., & Pim, J. E. (Eds.) (2012). Nonkilling Psychology. Honolulu, HI: Center for Global Nonkilling. http://nonkilling.org/pdf/nkpsy.pdf
- Christie, D. J., Wagner, R. V., & Winter, D. D. (Eds.) (2001). Peace, conflict, and violence: Peace psychology for the 21st century. Upper Saddle River, NJ: Prentice-Hall. https://web.archive.org/web/20140625170938/http://academic.marion.ohio-state.edu/dchristie/Peace%20Psychology%20Book.html
- Coleman, P. T., & Deutsch, M. (Eds.) (2012). Psychological components of sustainable peace. New York: Springer.
- Deutsch, M., Coleman, P. T., & Marcus, E. C. (2007). The handbook of conflict resolution: Theory and practice (2nd ed.). Hoboken, NJ: Wiley.
- MacNair, R. M. (2011). The psychology of peace: An introduction (2nd ed.). Santa Bárbara, CA: ABC-CLIO.
- Montiel, C. J., & Noor, N. M. (Eds.) (2009). Peace psychology in Asia. New York: Springer.
- Simić, O., Volčič, Z., & Philpot, C. R. (Eds.) (2012). Peace psychology in the Balkans: Dealing with a violent past while building peace. New York: Springer.
- Sommer, G. & Fuchs, A. (Hrsg.) (2004). Krieg und Frieden: Handbuch der Konflikt- und Friedenspsychologie. Weinheim: Beltz. http://archiv.ub.uni-marburg.de/es/2013/0003/
- Staub, E. (2013). Overcoming evil: Genocide, violent conflict, and terrorism. Oxford: Oxford University Press.
- Tropp, L. R. (Ed.) (2012). The Oxford handbook of intergroup conflict. Oxford: Oxford University Press.

### Series de Libros
- Peace Psychology Book Series

### Revistas
- Peace and Conflict: Journal of Peace Psychology
- Journal of Social and Political Psychology